# Prêmio Multishow de Música Brasileira 2011
O Prêmio Multishow de Música Brasileira 2011 foi a décima oitava edição da premiação realizada pelo canal de televisão Multishow. Ocorreu no dia 6 de setembro de 2011 e foi transmitido ao vivo do Arena Multiúso no Rio de Janeiro pelo canal. A cerimônia foi apresentada por Bruno Mazzeo e os homenageados da noite foram os cantores Jorge Ben Jor e Zeca Pagodinho.

## Categorias
| Categoria                | Vencedor                                                                  | Indicados |
| ------------------------ | ------------------------------------------------------------------------- | --- |
| Melhor Cantor            | Di Ferrero                                                                | - Luan Santana - Lucas Silveira - Rogério Flausino - Seu Jorge                                                                                            |
| Melhor Cantora           | Paula Fernandes                                                           | - Ivete Sangalo - Lu Alone - Maria Gadú - Pitty |
| Melhor Música            | NX Zero — Onde Estiver                                                    | - Luan Santana — Adrenalina - Luan Santana e Ivete Sangalo — Química do Amor - Michel Teló — Fugidinha - Victor & Leo — Boa Sorte pra Você                |
| Melhor Clipe             | Restart — Pra Você Lembrar                                                | - Capital Inicial — Depois da Meia Noite - NX Zero — Onde Estiver - Pitty — Só Agora - Sandy — Quem Eu Sou                                                |
| Melhor Show              | Luan Santana                                                              | - Caetano Veloso e Maria Gadú - Exaltasamba - Ivete Sangalo - Victor & Leo                                                                                |
| Melhor Álbum             | Restart — By Day                                                          | - Luan Santana — Luan Santana - Ao Vivo - NX Zero — Projeto Paralelo - Sandy — Manuscrito - Victor & Leo — Boa Sorte pra Você                             |
| Melhor DVD               | Ivete Sangalo — Multishow ao Vivo: Ivete Sangalo no Madison Square Garden | - Exaltasamba — 25 Anos ao Vivo - Luan Santana — Ao Vivo no Rio - Maria Gadú — Multishow ao Vivo: Maria Gadú - Paula Fernandes — Paula Fernandes: Ao Vivo |
| Revelação                | Monique Kessous                                                           | - Emicida - Johnny and The Hookers - Roberta Spindel - Tulipa Ruiz                                                                                        |
| Melhor Grupo             | Exaltasamba                                                               | - Fresno - NX Zero - Restart - Skank |
| Melhor Artista Sertanejo | Paula Fernandes                                                           | - Jorge & Mateus - Luan Santana - Maria Cecília & Rodolfo - Victor & Leo                                                                                  |
| Melhor Instrumentista    | João Barone (Os Paralamas do Sucesso)                                     | - Gee Rocha (NX Zero) - Koba (Restart) - Paulinho Fonseca (Jota Quest) - Victor Chaves (Victor & Leo)                                                     |
| Experimente              | Garotas Suecas                                                            | - Black Drawing Chalks - Madame Zero - Thiago Pethit - VOWE                                                                                               |

## Júri Multishow
Neste ano, a premiação contou com um júri especializado que escolheu - paralelamente à votação popular - os vencedores em cinco categorias: cantor, cantora, música, grupo e experimente.
- Melhor cantor:
  - Marcelo Camelo (voto do júri especializado)
- Melhor cantora:
  - Tulipa Ruiz (voto do júri especializado)
- Melhor música:
  - Felicidade - Marcelo Jeneci (voto do júri especializado)
- Melhor artista sertanejo:
  - Paula Fernandes
- Melhor grupo:
  - Copacabana Club e Holger (empate) (voto do júri especializado)
- Prêmio Experimente:
  - Criolo, Momo e Nevilton (empate) (voto do júri especializado)